# ЧС11
ЧС11 (Чехословацкого производства, тип 11) — узкоколейный односекционный четырёхосный электровоз постоянного тока. Разработан предприятием Škoda (заводское обозначение типа — 17Е9); выпускался народным предприятием SMZ в Дубнице-над-Вагом в 1966 году (заводское обозначение типа — K2K1).

## История
К середине 1960-х годов электрификация железнодорожной сети в Грузинской ССР практически полностью завершилась. Помимо широкой колеи, была электрифицирована Узкоколейная железная дорога Боржоми — Бакуриани, с выбором напряжения 1,5 кВ постоянного тока. До электрификации тяга на этой дороге осуществлялась паровозами из серии Ь.
Для внедрения электрической тяги Советский Союз заказал фирме Škoda соответствующие локомотивы. За основу был взят промышленный электровоз Škoda типа 17E как хорошо приспособленный к вождению поездов в горной местности с крутыми поворотами. Постройку двенадцати локомотивов поручили заводу SMZ, расположенному в городе Дубница-над-Вагом.
В СССР электровозы получили обозначение серии ЧС11 с присвоением номеров от 01 до 12.

## Общие сведения
Электровозы ЧС11 (K2K1) отличаются от прообраза Škoda 17E следующими особенностями:
- отсутствуют устройства для бокового токосъёма;
- на кабине установлено по два обычных пантографа;
- кабина расположена значительно выше;
- предусмотрены высоковольтные розетки для возможности отопления пассажирского поезда.

Экипажная часть четырёхосная, с двумя несочленёнными тележками. Электровозы оборудованы пневматическим, электрическим и ручными тормозами.
Основные параметры электровоза:
- напряжение в сети — 1,5 кВ постоянного тока;
- колея — 900 мм;
- осевая формула — 20−20;
- габаритные размеры:
  - длина по концам сцепок — 13 440 мм;
  - высота — 4 100 мм;
  - ширина — 2 610 мм;
- масса — 56 т;
- мощность — 500 кВт;
- максимальная скорость — 45 км/ч.

## Модификации
Электровоз ЧС11-01 подвергся небольшой замене электрооборудования, после которой получил индекс ЧС11М-01.
Электровоз ЧС11-05 подвергся переоборудованию под вагонный тип компоновки — над капотами были установлены крыши, между крышами и капотом были установлены боковые стёкла. Тем не менее, кабина машиниста осталась в середине локомотива, а не была перенесена на края, поэтому такая модификация создавала дополнительные неудобства машинистам и не получила распространения.

## Эксплуатация
По состоянию на 2018 год известно о списании одного локомотива (ЧС11-11). Точных сведений о судьбе ЧС11-03 и ЧС11-07 не обнаружено. Предположительно на линии Боржоми — Бакуриани в рабочем состоянии осталось не менее восьми локомотивов ЧС11 (номера 01, 02, 04 — 06, 08 — 10).